# Mahd al-Aadiyya
Mahd al-Aadiyya (tiếng Ả Rập: مَهد العادية) được cho là một nhà thơ Ả Rập từ khoảng năm 4000 trước Công nguyên. Sự tồn tại của bà hiện vẫn chưa chắc chắn: Thay vào đó bà rất có thể là một nhân vật trong biên niên sử, người được miêu tả đã tạo ra ví dụ sớm nhất về muzdawaj, cảnh báo người dân ʿĀd về sự hủy diệt sắp xảy ra bởi Allah, phù hợp với với những lời tiên tri của nhà tiên tri Hud.

## Tuyển tập
Classical Poems by Arab Women; translated by Abdullah al-Udhari, Saqi Books, 1999. ISBN 086356-096-2